# Эльбе-Парей
Эльбе-Парей (нем. Elbe-Parey) — община в Германии, в земле Саксония-Анхальт.
Входит в состав района Йерихов. Население составляет 7176 человек (на 31 декабря 2010 года). Занимает площадь 108,64 км².
Коммуна подразделяется на 6 сельских округов.
- Герб Хоэнзедена
- Герб Парей
- Герб Цербена